# Острікова Тетяна Георгіївна
Тетя́на Гео́ргіївна О́стрікова (нар. 22 січня 1979, Рівне, УРСР) — українська правниця і політична діячка. Народна депутатка України у Верховній Раді України VIII скликання. Член фракції політичної партії "Об'єднання «Самопоміч». Голова підкомітету з питань митної справи та удосконалення Митного кодексу України Комітету Верховної Ради України з питань податкової та митної політики.

## Життєпис
В 1996 році закінчила Спеціалізовану середню школу № 15 міста Рівне з поглибленим вивченням англійської мови.
У 1997—2002 навчалася в Національному університеті «Києво-Могилянська академія», де отримала вищу юридичну освіту за спеціальністю «Правознавство» (диплом спеціаліста з відзнакою).
З вересня 2002 по 2007 займалася науковою та викладацькою діяльністю, обіймаючи посади асистента, а згодом старшого викладача кафедри галузевих правових наук факультету правничих наук Національного університету «Києво-Могилянська академія».
Паралельно здійснювала юридичну практику, з 2003 року працюючи в різних українських компаніях, зокрема в ТОВ "Інвестиційно-консалтингова компанія «Універсал-контракт», в Адвокатському об'єднання «Волков і Партнери».
З 2007 по 2014 роки працювала в одній з найбільших в Україні компаній в галузі дистрибуції ІТ та побутової техніки, де перед обранням на виборну посаду до ВР України обіймала посаду заступниці генерального директора. Окрім цього, з 2009 очолювала ТОВ «Юніко-Істейт» — управляючу компанію у сфері нерухомості.
Неодружена, має двох синів.

## Громадська діяльність
Є авторкою численних публікацій з питань податку на виведений капітал, підтримки аграріїв, дрібних фермерів, захисту бізнесу, вимог бізнесу до законодавців, несправедливого блокування податкових накладних, зниження акцизів на ввезені автомобілі тощо.
Підтримує гендерну рівність у політиці, виступає за збільшення кількості жінок на державних посадах, обстоює права жінок, є учасницею багатьох форумів, присвячених ролі жінки в політиці та бізнесі.

## Політична діяльність
В 2014 — обрана до Верховної Ради України (VIII скликання) по списку партії «Об'єднання „Самопоміч“».
З 2016 — член партії «Об'єднання „Самопоміч“».
Голова підкомітету з питань митної справи та удосконалення Митного кодексу України Комітету Верховної Ради України з питань податкової та митної політики.
Член Постійної делегації у Парламентській асамблеї Організації з безпеки та співробітництва в Європі.
Є співавторкою ліберальних змін до Податкового кодексу (законопроєкт 3357), розроблених групою депутатів та експертів в 2015 році та запропонованого, як один з інструментів виходу українських підприємств з економічної кризи.
В депутатській діяльності займалася переважно такими напрямками:
- захист інтересів підприємців, малого і середнього бізнесу[5], зокрема від зловживань та тиску контролюючих і правоохоронних органів[6];
- впровадження податкової реформи та ліберальних податкових змін, зокрема скасування податку на прибуток та його заміну податком на виведений капітал[7];
- бюджетна політика, ефективний розподіл коштів платників податків, зменшення витрат на утримання апарату держави, цивільний контроль за бюджетом оборони та правоохоронних органів[8]
- митна справа, побудова сильного митного органу, окремого від ДФС, який виконуватиме в першу чергу не фіскальну функцію, а сприятиме міжнародній торгівлі та захищатиме митний кордон України[9];
- ліквідація податкової міліції та економічних підрозділів (департаментів захисту економіки або розслідування злочинів у сфері економіки) СБУ, поліції, прокуратури та створення єдиного органу, який здійснюватиме розслідування злочинів проти публічних фінансів держави, місцевого самоврядування, коштів міжнародної технічної допомоги.[10][11]
- посилення спроможності місцевих громад, надання їм власних коштів для належного виконання повноважень, захист здобутків фінансової децентралізації та передачі коштів на місця[12].

Кандидатка у народні депутати від «Самопомочі» на парламентських виборах 2019 року, № 9 у списку.

## Відзнаки
Асоціацією адвокатів України нагороджена відзнакою «Кращий політик-юрист 2018 року».